# Kim Hyang-Soo
Kim Hyang-Soo (4 de febrero de 1978) es un deportista surcoreano que compitió en taekwondo. Ganó una medalla de plata en los Juegos Asiáticos de 2002, y una medalla de oro en el Campeonato Asiático de Taekwondo de 2004.

## Palmarés internacional
| Juegos Asiáticos    | Juegos Asiáticos         | Juegos Asiáticos | Juegos Asiáticos |
| Año                 | Lugar                    | Medalla          | Categoría        |
| ------------------- | ------------------------ | ---------------- | ---------------- |
| 2002                | Busan (Corea del Sur)    | Medalla de plata | –62 kg           |
| Campeonato Asiático |                          |                  |                  |
| Año                 | Lugar                    | Medalla          | Categoría        |
| 2004                | Seongnam (Corea del Sur) | Medalla de oro   | –62 kg           |